# Mạch Đốc
Mạch Đốc (督脉) là mạch trên cơ thể con người theo y học cổ truyền phương Đông. Mạch Đốc thâu tóm tất cả các kinh dương, là một trong hai mạch quan trọng trên cơ thể con người.

## Mô tả
Mạch Đốc bắt đầu từ chỗ huyệt Trường Cường chạy ngược lên theo cột sống, qua giữa gáy lên đỉnh đầu rồi vòng xuống giữa mặt và kết thúc ở huyệt Ngân Giao.
Các huyệt chính thuộc Mạch Đốc là Trường Cường, Yêu Du, Yêu Dương Quan, Mệnh Môn, Huyền Xu, Trung Tích, Trung Xu, Cân Súc, Chí Dương, Linh Đài, Thần Đạo, Thân Trụ, Đào Đạo, Đại Chùy, Á Môn, Phong Phủ, Não Hộ, Cường Gian, Hậu Đình (Hậu Đỉnh), Bách Hội, Tiền Đình (Tiền Đỉnh), Tín Hội, Thượng Tinh, Thần Đình, Tố Liêu, Nhân Trung, Đài Đoan, Ngân Giao.

## Công dụng
Đây là bộ mạch tối quan trọng trong chữa bệnh Đông Y và võ thuật truyền thống Phương Đông.